# Procolophonomorpha
Procolophonomorpha — викопний ряд плазунів підкласу Анапсиди (Anapsida). Існував з середини пермського періоду до кінця тріасу.

## Класифікація
Класифікація згідно з працею Jalil and Janvier (2005) :
- Procolophonomorpha (= Ankyramorpha deBraga & Reisz, 1996)
  - Nyctiphruretia
    - Родина Nycteroleteridae
    - Родина Nyctiphruretidae

  - Procolophonia
    - Надродина Procolophonoidea
      - Рід Barasaurus
      - Рід Owenetta
      - Родина Procolophonidae

    - Hallucicrania
      - Родина Lanthanosuchidae
      - Superfamily Pareiasauroidea
        - Рід Sclerosaurus
        - Pareiasauria
          - Velosauria
            - Therischia
            - Pumiliopareiasauria